# GM-V-Plattform (1966)

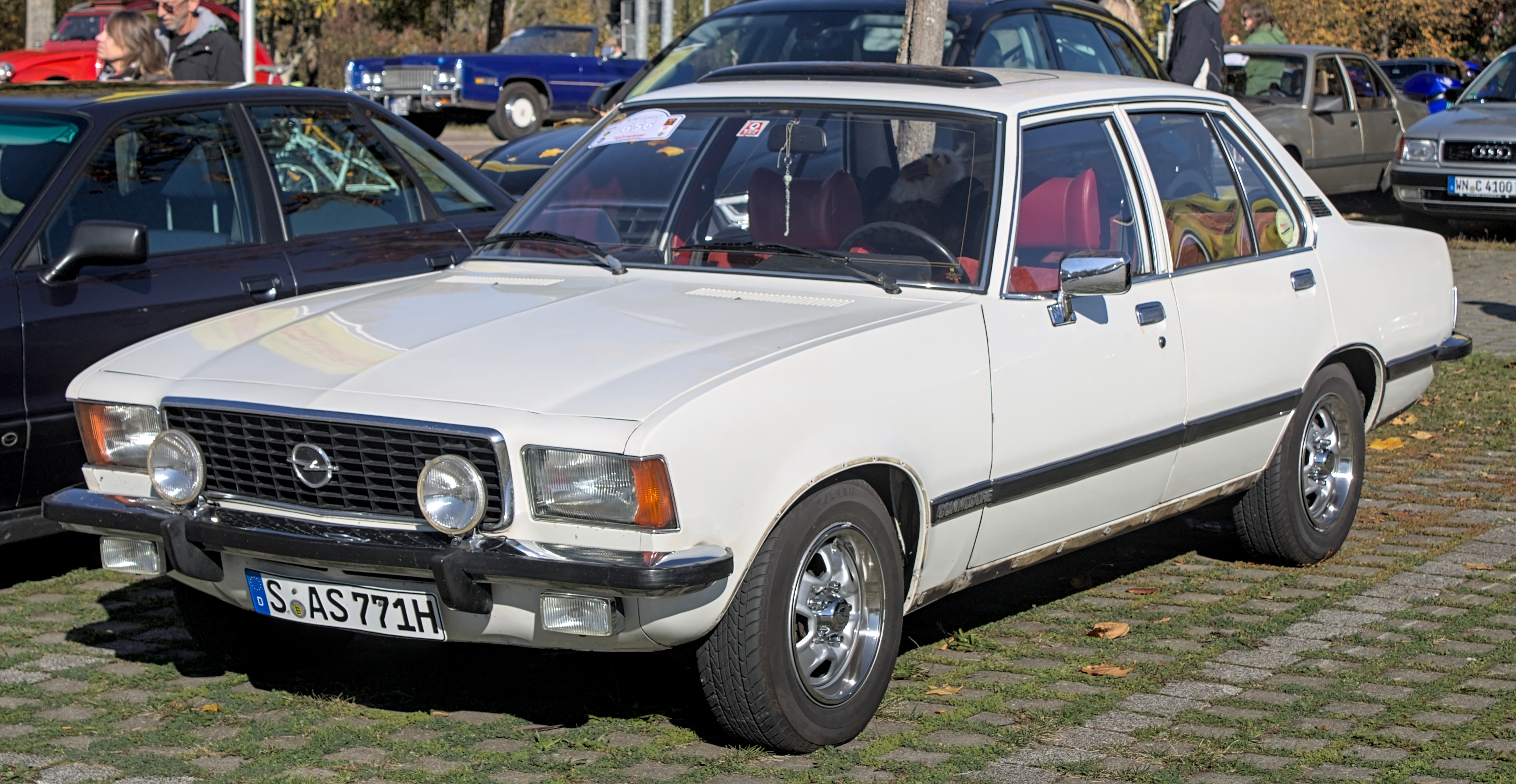
Opel Commodore B (Baujahre 1972–1977)

Die GM-V platform ist eine Automobilplattform, ausgelegt auf Hinterradantrieb, auf der verschiedene Fahrzeuge (V-Cars) von General Motors (GM) von 1966 bis 2007 gebaut wurden. Die Plattform V war in den 1960er Jahren bei der GM-Konzerntochter Opel in Rüsselsheim entwickelt worden. Die Produktionsjahre verliefen nicht ohne wesentliche Überarbeitungen. 2003 liefen in Europa die letzten dieser Fahrzeuge vom Band, während die australischen Varianten bei Holden noch bis 2007 produziert wurden, bevor sie von den Modellen abgelöst wurden, die auf der GM-Zeta-Plattform konstruiert waren. Die ersten Autos mit der Zeta-Plattform kamen im Jahr 2006. Die verbleibenden V-Cars wurden bis 2007 mit den Buchstabe „V“ an vierter Stelle der Fahrzeug-Identifizierungsnummer gefertigt. Eine davon völlig unabhängige Plattform „V“ mit Frontantrieb wurde 1987 für den nordamerikanischen Markt entwickelt und in einer Reihe an Modellen von Personal Luxury Cars (PLC) wie Coupés verbaut, siehe GM-V-Plattform (1987).

## Fahrzeuge
- Buick XP2000

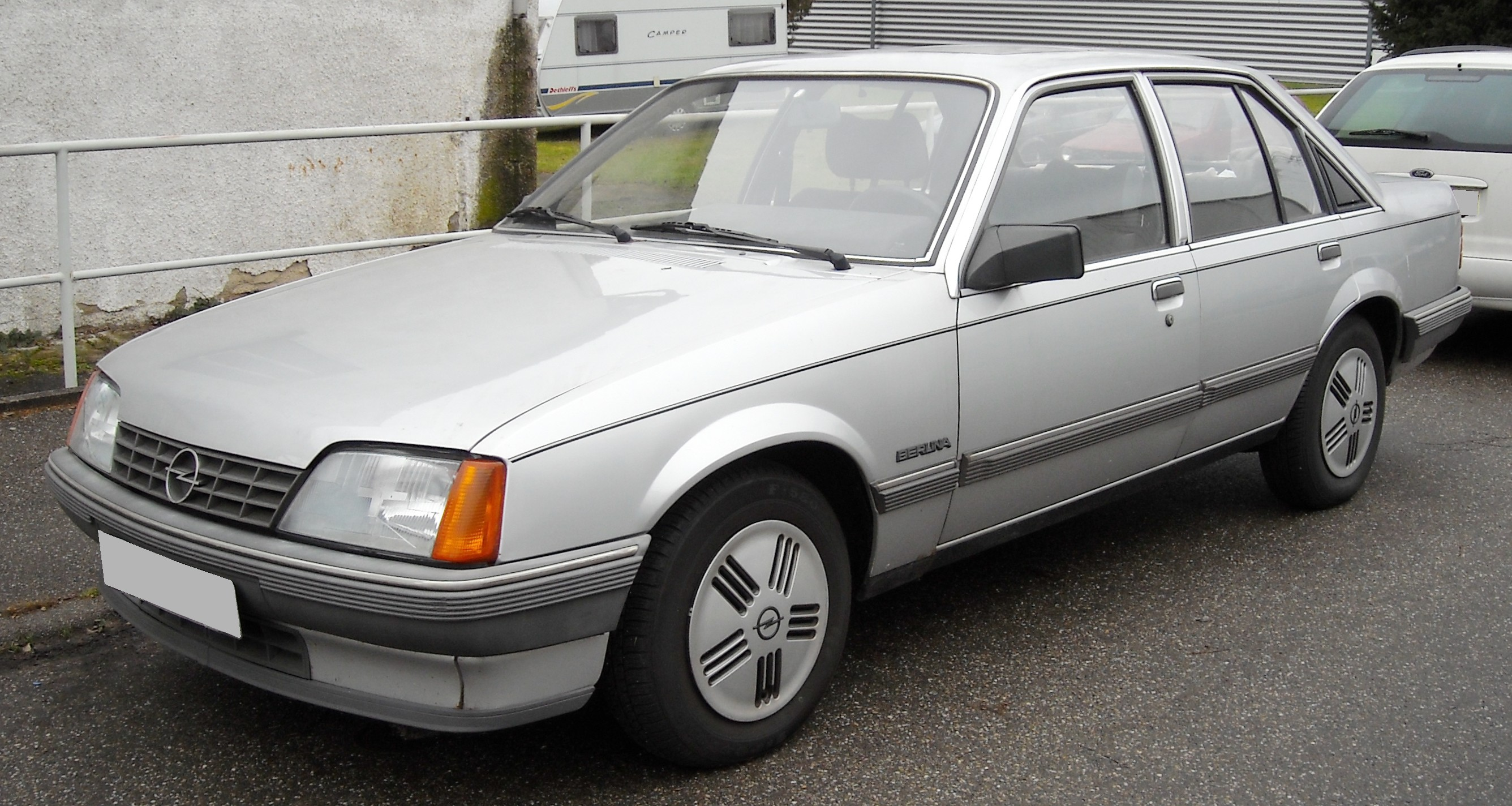
Opel Rekord E (Baujahre 1982–1986)

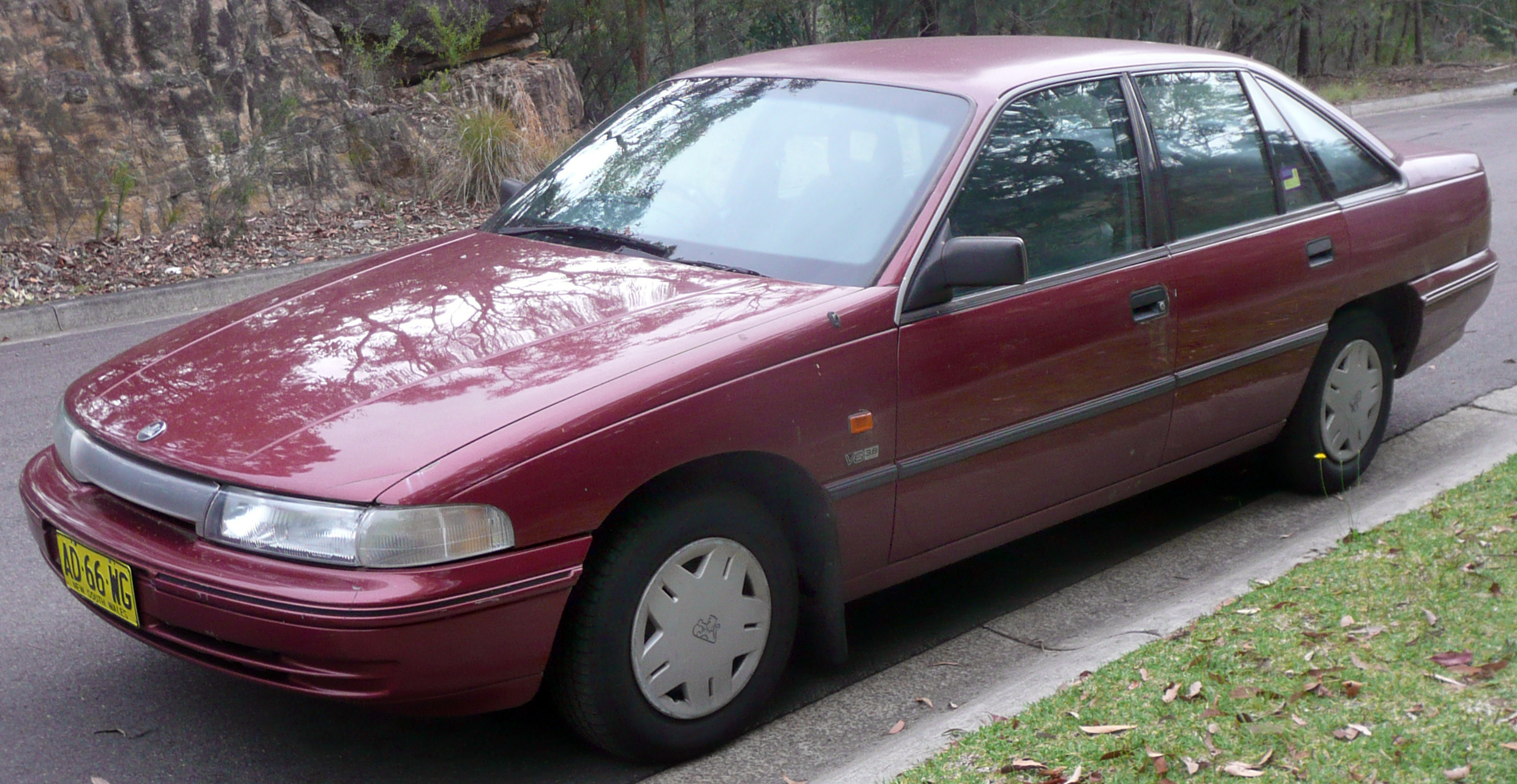
Holden Commodore VP (Baujahre 1991–1992)

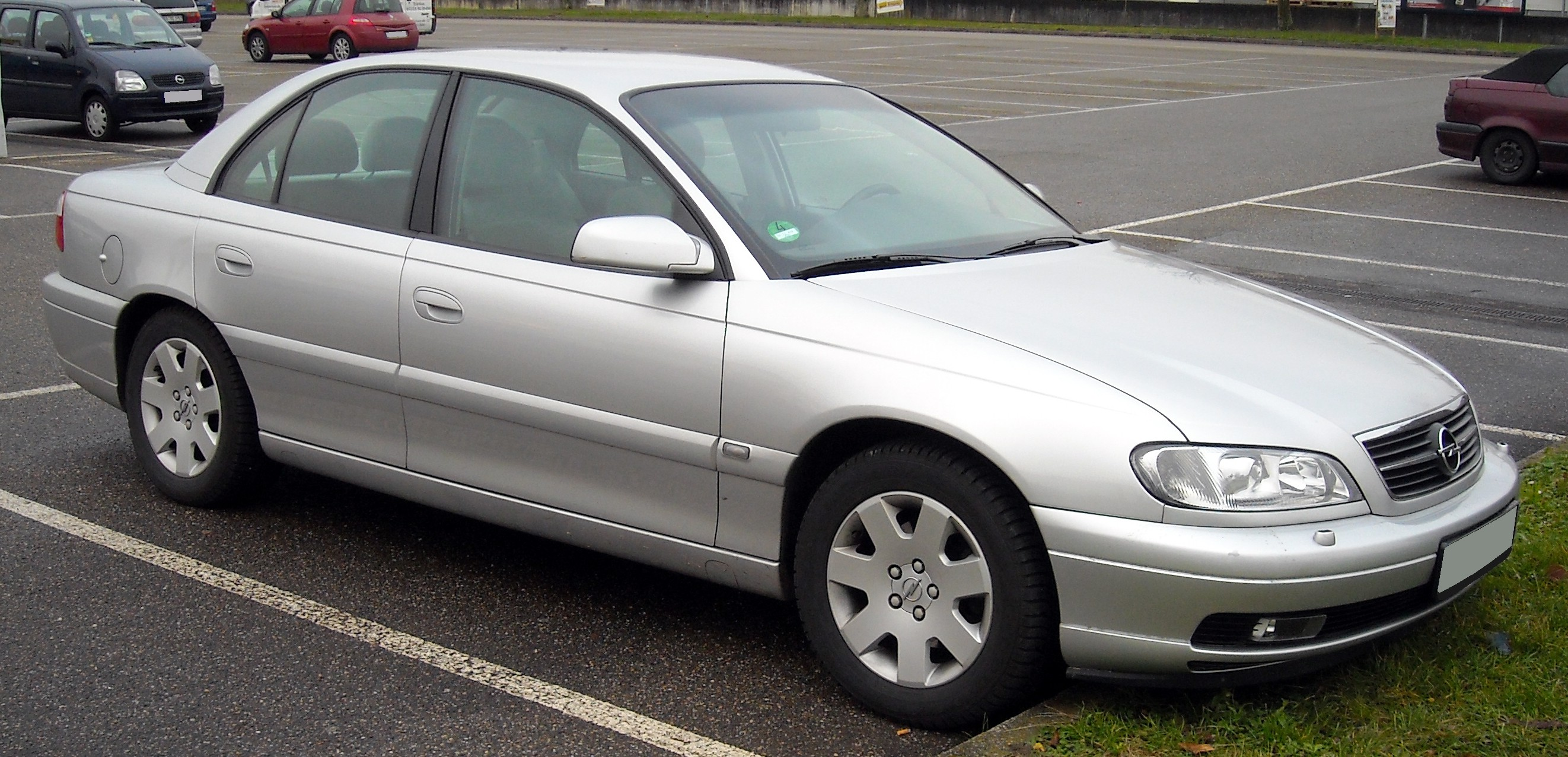
Opel Omega B (Baujahre 1999–2003)

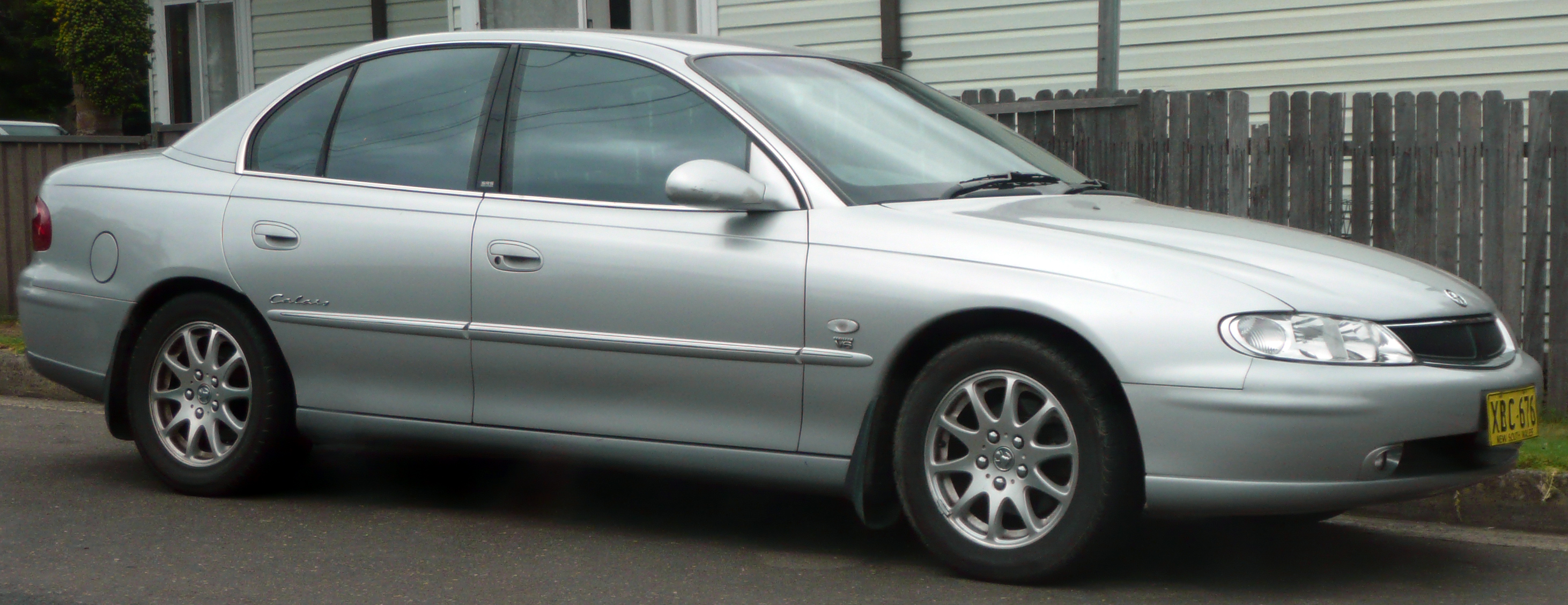
Holden Calais VX (Baujahre 2000–2001)

  - 1995: Buick XP2000 (blieb nur ein Konzeptfahrzeug)
- Daewoo Prince
  - 1991–1997: Daewoo Prince, Daewoo Brougham, Daewoo Super Saloon
- Holden Commodore
  - 1978–1988: Holden Commodore, Holden Calais, (VB, VC, VH, VK, VL).
  - 1988–1997: Holden Commodore, Holden Berlina, Holden Calais, (VN/VG, VP, VR, VS).
  - 1997–2007: Holden Commodore, Holden Berlina, Holden Calais, Chevrolet Lumina, Chevrolet Omega (VT, VX, VY, VZ).
- Holden Monaro
  - 2001–2006: Holden Monaro, Chevrolet Lumina SS, Pontiac GTO, Vauxhall Monaro (V2, VZ).
- Holden Caprice
  - 1990–1999: Holden Statesman, Holden Caprice (VQ, VR, VS).
  - 1999–2006: Holden Statesman, Holden Caprice, Buick Royaum, Chevrolet Caprice, Daewoo Statesman (WH, WK, WL).
- Holden Ute
  - 2000–2007: Holden Ute, Chevrolet Lumina Ute (VU, VY, VZ).
- Opel Commodore
  - 1967–1971: Opel Commodore A, Chevrolet Commodore.
  - 1972–1977: Opel Commodore B, Opel Ranger, Chevrolet Commodore, Chevrolet Iran.
  - 1977–1982: Opel Commodore C, Vauxhall Viceroy, Chevrolet Commodore, Daewoo Royale.
- Opel Monza
  - 1978–1986: Opel Monza A, Vauxhall Royale Coupe.
- Opel Omega
  - 1986–1994: Opel Omega A, Vauxhall Carlton Mark II, Chevrolet Omega A (1992–1999), Lotus Carlton, Lotus Omega.
  - 1994–2003: Opel Omega B, Vauxhall Omega B, Cadillac Catera.
- Opel Rekord
  - 1966–1971: Opel Rekord C, Opel Ranger, Chevrolet Comodoro, Chevrolet Opala.
  - 1972–1977: Opel Rekord D, Opel Ranger.
  - 1977–1986: Opel Rekord E, Vauxhall Carlton Mark I.
- Opel Senator
  - 1978–1987: Opel Senator A, Chevrolet Senator, Vauxhall Royale.
  - 1987–1994: Opel Senator B, Vauxhall Senator.